# Perder la razón (película)
Perder la razón (título original en francés : À perdre la raison) es una película dramática psicológica belga-francesa de 2012 dirigida por Joachim Lafosse. 
Se basa en un incidente de la vida real que involucra a una mujer (Genevieve Lhermitte), que mató a sus cinco hijos. La película compitió en la sección Un Certain Regard en el Festival de Cine de Cannes de 2012 bajo el título "Loving Without Reason", donde Émilie Dequenne ganó el Premio Un Certain Regard a la Mejor Actriz. Además la película ganó como Mejor película en la entrega los Premios Magritte.
La película fue seleccionada como la entrada belga para los Premios Oscar a la Mejor película de habla no inglesa, pero no fue nominada.

## Sinopsis
Un doctor lleva a un niño a Bélgica y lo cría como si fuera de él. Cuando llega a la edad adulta, él se casa e inicia su propia familia -- pero sigue dependiendo del doctor. Cuando su familia vive problemas la dependencia se transforma en dominación.

## Reparto
- Émilie Dequenne como Murielle.
- Niels Arestrup como André Pinget.
- Tahar Rahim como Mounir.
- Stéphane Bissot como Françoise.
- Mounia Raoui como Fatima.
- Redouane Behache como Samir.
- Baya Belal como Rachida.
- Nathalie Boutefeu como la Dra. Declerck

## Música
- "Femmes je vous aime" Julien Clerc
- "Stabat Mater" Joseph Haydn
- "Ils s'aiment" Daniel Lavoie

## Recepción

### Crítica
The Hollywood Reporter escribió: "En uno de sus papeles principales más fuertes hasta la fecha, Dequenne (Rosetta) hace un trabajo notable al representar los vacilantes estados psicológicos de Murielle mientras se dirige hacia el olvido, y una secuencia extendida donde maneja "Cantar una canción de Julien Clerc es particularmente inolvidable".